# Дуляпинское сельское поселение
Дуля́пинское сельское поселение — муниципальное образование в западной части Фурмановского муниципального района Ивановской области с центром в селе Дуляпино.

## География
По автомобильной дороге от Дуляпино до районного центра (город Фурманов) — 22 км, до ближайшей железнодорожной станции «Малаховская» Северной железной дороги — 7 км.

## История
Дуляпинское сельское поселение образовано 25 февраля 2005 года в соответствии с Законом Ивановской области № 51-ОЗ.

## Население
| 2002  | 2010  | 2011  | 2012  | 2013  | 2014  | 2015  |
| ----- | ----- | ----- | ----- | ----- | ----- | ----- |
| 1873  | ↘1538 | ↘1530 | ↘1480 | ↘1437 | ↘1415 | ↘1394 |
| 2016  | 2017  | 2018  | 2019  | 2020  | 2021  |       |
| ↗1401 | ↘1386 | ↘1366 | ↘1344 | →1344 | ↘831  |       |

## Состав сельского поселения
| №  | Населённый пункт | Тип населённого пункта       | Население |
| -- | ---------------- | ---------------------------- | --------- |
| 1  | Балахна          | деревня                      | →0        |
| 2  | Дуляпино         | село, административный центр | ↘1261     |
| 3  | Жуково           | деревня                      | ↗5        |
| 4  | Иванцево         | село                         | ↘64       |
| 5  | Игрищи           | деревня                      | ↗13       |
| 6  | Ильинское        | деревня                      | →0        |
| 7  | Каликино         | деревня                      | ↗45       |
| 8  | Койгоры          | деревня                      | ↘1        |
| 9  | Малуево          | деревня                      | ↗11       |
| 10 | Рожство          | деревня                      | ↗1        |
| 11 | Собанцеево       | деревня                      | ↗16       |
| 12 | Ступино          | деревня                      | ↘3        |
| 13 | Фоминское        | село                         | →0        |
| 14 | Шарапово         | деревня                      | ↗3        |
| 15 | Шевлягино        | деревня                      | ↗10       |
| 16 | Юрьевское        | село                         | ↗77       |
| 17 | Яковлевское      | деревня                      | ↘7        |

## Инфраструктура
В поселении имеется  школа-девятилетка, детский сад, сельский дом культуры,  библиотека, офис врача общей практики (на ноябрь 2019 года постоянный врач отсутствует) и отделение связи.
В Дуляпине прежде находилось текстильное предприятие ООО «Амелия-Текс» (бывшая фабрика «Красный Дуляпинец»), выпускающее медицинскую марлю, ныне закрытое.